# غواصة يو بي-20
يو بي-20 غواصة ألمانية من فئة يو بي2 خدمت في البحرية الإمبراطورية الألمانية خلال الحرب العالمية الأولى. تم طلب الغواصة في 30 أبريل 1915 وتم إطلاقها في 26 سبتمبر 1915. تم تكليفها في البحرية الإمبراطورية الألمانية في 10 فبراير 1916. غرقت في 28 يوليو 1917 اثر اصابتها بلغم.